# Борхес, Хорхе Луис
Хо́рхе Луи́с Бо́рхес (исп. Jorge Luis Borges; 24 августа 1899, Буэнос-Айрес, Аргентина — 14 июня 1986, Женева, Швейцария) — аргентинский прозаик, поэт и публицист.
Борхес известен прежде всего лаконичными прозаическими фантазиями, часто маскирующими рассуждения о фундаментальных философских проблемах, принимающими форму приключенческих или детективных историй. В 1920-е годы стал одним из основателей авангардизма в испаноязычной латиноамериканской поэзии. Был многократно номинирован на Нобелевскую премию по литературе, но так и не получил её.

## Биография

### Детство
Его полное имя — Хорхе Франсиско Исидоро Луис Борхес Асеведо (исп. Jorge Francisco Isidoro Luis Borges Acevedo), однако, по аргентинской традиции, он никогда им не пользовался. По словам Борхеса, в нём текла баскская, андалузская, английская, португальская, нормандская и, скорее всего, еврейская кровь. В доме разговаривали по-испански и по-английски. С раннего возраста Хорхе увлекался поэзией, в возрасте четырёх лет научился читать и писать. В 1905 году Борхес начал изучать английский с домашней учительницей. В следующем году он написал свой первый рассказ по-испански «La visera fatal».

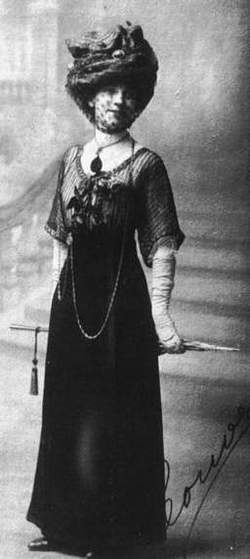
Леонор Асеведо Суарес, мать писателя, не разлучавшаяся с сыном до самой своей смерти в 99-летнем возрасте (1975)

Обучение в школе Борхес начал в 9 лет сразу с четвёртого класса. Это был неприятный опыт для мальчика, так как одноклассники насмехались над ним, а учителя не могли научить его ничему новому.
В возрасте десяти лет Борхес перевёл известную сказку Оскара Уайльда «Счастливый принц». Сам Борхес так описал своё вступление в литературу:

С самого моего детства, когда отца поразила слепота, у нас в семье молча подразумевалось, что мне надлежит осуществить в литературе то, чего обстоятельства не дали совершить моему отцу. Это считалось само собой разумеющимся (а подобное убеждение намного сильнее, чем просто высказанные пожелания). Ожидалось, что я буду писателем. Начал я писать в шесть или семь лет.

### Жизнь в Европе
В 1914 году семья поехала на каникулы в Европу. Однако из-за Первой мировой войны возвращение в Аргентину отложилось, и семья осела в Женеве, где Хорхе Луис и его сестра Нора пошли в школу. Он изучил французский и поступил в Женевский колледж, где начал писать стихи на французском. В 1918 году Хорхе переехал в Испанию, где присоединился к ультраистам — авангардной группе поэтов. 31 декабря 1919 года в испанском журнале «Греция» появилось первое стихотворение Хорхе Луиса.

### Возвращение в Аргентину

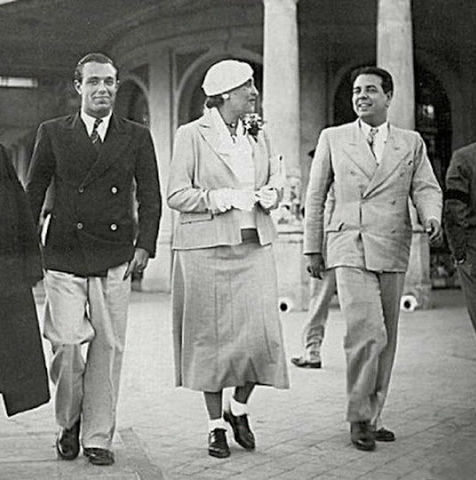
Адольфо Биой Касарес,
Виктория Окампо и Борхес (1935)

Вернувшись в Аргентину в 1921 году, Борхес воплотил ультраизм в нерифмованных стихах о Буэнос-Айресе. Уже в ранних произведениях он блистал эрудицией, знанием языков и философии, мастерски владел словом. В родном городе Борхес продолжает печататься, а также основывает свой собственный журнал «Призма», а затем ещё один под названием «Проа».
В 1923 году накануне поездки в Европу Борхес публикует свою первую книгу стихов «Жар Буэнос-Айреса», в которую вошли 33 стихотворения, а обложку которой разработала его сестра.
Со временем Борхес отошёл от поэзии и стал писать «фантазийную» прозу. Многие из лучших его рассказов вошли в сборники «Вымыслы» (Ficciones, 1944), «Хитросплетения» (Labyrinths, 1960) и «Сообщение Броуди» (El Informe de Brodie, 1971). В рассказе «Смерть и буссоль» борьба человеческого интеллекта с хаосом предстает как криминальное расследование; рассказ «Фунес, чудо памяти» рисует образ человека, буквально затопленного воспоминаниями, противопоставляет «сверхпамять» логическому мышлению, как механизму обобщения. Эффект подлинности вымышленных событий достигается у Борхеса введением в повествование эпизодов аргентинской истории и имён писателей-современников, фактов собственной биографии.
После года в Испании, Борхес окончательно переехал в Буэнос-Айрес, где он сотрудничал с несколькими периодическими изданиями и приобрёл репутацию яркого представителя молодых авангардистов. Устав от ультраизма, Борхес пытался основать новый жанр литературы, где бы объединялись метафизика и реальность. Но и от этого писатель быстро отошёл, начав писать фантастические и магические произведения. В 1930 Борхес познакомился с 17-летним писателем Адольфо Биой Касаресом, который стал его другом и соавтором многих произведений.
В 1930-х годах Борхес пишет большое количество эссе по аргентинской литературе, искусству, истории, кино. Одновременно он начинает вести колонку в журнале «El Hogar», где пишет рецензии на книги иностранных авторов и биографии писателей. Начиная с первого выпуска, Борхес регулярно публиковался в журнале «Sur», ведущем литературном журнале Аргентины, основанном в 1931 году Викторией Окампо. Для издательства «Sur» Борхес переводит произведения Вирджинии Вульф. В 1937 году он издаёт антологию классической аргентинской литературы. В своих произведениях с 1930-х годов писатель начинает сочетать вымысел с реальностью, пишет рецензии на несуществующие книги и т. д.
Конец 1930-х годов стал для Борхеса тяжелым: сначала он похоронил бабушку, потом отца. Поэтому он был вынужден материально обеспечивать свою семью. С помощью поэта Франсиско Луиса Бернардеса писатель поступил хранителем в муниципальную библиотеку Мигеля Кане в буэнос-айресском районе Альмагро, где проводил время, читая и сочиняя книги. Там же писатель едва не погиб от сепсиса, разбив голову. Годы работы библиотекарем 1937—1946 год Борхес, впоследствии называл «девять глубоко несчастливых лет», хотя именно в тот период появились первые его шедевры. После прихода к власти Перона в 1946 г. Борхес был уволен с библиотечной должности.
Хорхе Луис Борхес вместе с Адольфо Биой Касаресом и Сильвиной Окампо, сестрой Виктории, участвовал в создании Антологии фантастической литературы в 1940 году и Антологии аргентинской поэзии в 1941 году. Вместе с Биой Касаресом он писал детективные рассказы о доне Исидро Пароди; эти сочинения появлялись в печати под псевдонимами «Бустос Домек» и «Суарес Линч». Произведение «Ficciones» Борхеса получил гран-при Аргентинского союза писателей. Под названием «Поэмы (1923—1943)» Борхес опубликовал свои поэтические работы из трёх предыдущих книг в журнале «Sur» и газете «La Nación».
В августе 1944 года в гостях у Биой Касареса и Сильвины Окампо Борхес познакомился с Эстель Канто, в которую влюбился. Эстель вдохновила Борхеса на написание рассказа «Алеф», которое считается одним из его наилучших произведений. Несмотря на сопротивление матери, Борхес предложил Эстели пожениться, но этого так никогда и не произошло. В 1952 их отношения завершились.
В начале 1950-х годов Борхес вернулся к поэзии; стихи этого периода носят в основном элегический характер, написаны в классических размерах, с рифмой. В них, как и в остальных его произведениях, преобладают темы лабиринта, зеркала и мира, трактуемого как нескончаемая книга.

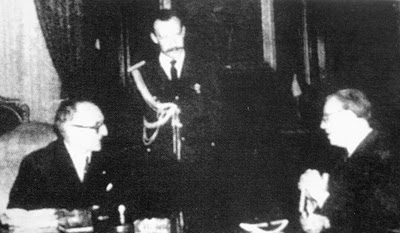
Встреча с президентом Аргентины Артуро Фрондиси, 1958

Начало 1950-х годов ознаменовалось признанием таланта Борхеса в Аргентине и за её пределами. В 1950 году Аргентинский союз писателей избрал его своим президентом, которым он пробыл три года. В Париже был напечатан первый перевод Борхеса на французский — «Вымыслы» (исп. Ficciones, 1944). В то же время в Буэнос-Айресе выходит серия рассказов «Смерть и буссоль», где борьба человеческого интеллекта с хаосом предстает как уголовное расследование. В 1952 писатель публикует эссе об особенностях аргентинского испанского «Язык аргентинцев». В 1953 некоторые рассказы из сборника «Алеф» переводятся на французский в виде книги «Хитросплетения» (фр. Labyrinths). В том же году издательство «Emecé» начинает публиковать полное собрание сочинений Борхеса. В 1954 режиссёр Леопольдо Торре Нильссон снимает фильм «Дни ненависти» по рассказу Борхеса.
В 1955 после военного переворота, который сверг правительство Перона, Борхес был назначен директором Национальной библиотеки Аргентины (хотя уже почти ослеп) и занимал этот пост до 1973.
В декабре 1955 года писатель был избран членом Аргентинской академии литературы. Он активно пишет и преподает на кафедре немецкой литературы в Университете Буэнос-Айреса.
В 1967 Борхес женился на подруге его юности Эльзе Эстете Мильан, недавно овдовевшей. Через три года, однако, супруги расстались.
В 1972 Хорхе Луис Борхес едет в США, где получает многочисленные награды и читает лекции в нескольких университетах. В 1973 году он получает звание почётного гражданина Буэнос-Айреса и уходит с поста директора Национальной библиотеки.
В 1975 происходит премьера фильма «Мертвец» Эктора Оливера по одноимённому рассказу Борхеса. В том же году в возрасте 99 лет умирает мать писателя.
Посетил в Чили периода военной диктатуры литературную мастерскую известной писательницы Марианы Кальехас — сотрудницы тайной полиции ДИНА, впоследствии осуждённой за терроризм.
После смерти матери в путешествиях Борхеса сопровождает Мария Кодама, на которой он женится 26 апреля 1986.
В 1979 Борхес получил премию Сервантеса — самую престижную в испаноязычных странах награду за заслуги в области литературы.
Поздние стихи Борхеса были опубликованы в сборниках «Делатель» (El Hacedor, 1960), «Хвала тени» (Elogia de la Sombra, 1969) и «Золото тигров» (El oro de los tigres, 1972). Его последней прижизненной публикацией была книга «Атлас» (Atlas, 1985) — собрание стихов, фантазий и путевых записок.
В 1986 он переезжает в Женеву, где и умирает 14 июня в возрасте 86 лет от рака печени и эмфиземы легких. В феврале 2009 года было предложено перезахоронить останки Хорхе Луиса Борхеса на кладбище Реколета в Буэнос-Айресе, но из-за решительного отказа вдовы писателя это предложение не было реализовано.

## Творчество
Борхес — один из основоположников и классиков новой латиноамериканской литературы.
Творчество Борхеса метафизично, оно сочетает в себе фантазийные и поэтические методы. Борхес считает поиски истины бесперспективными, среди тем его творчества — противоречивость мира, время, одиночество, человеческий удел, смерть. Для его художественного языка свойственны смешение приемов высокой и массовой культуры, сочетание отвлеченно-метафизических универсалий и реалий современной ему аргентинской культуры (например, культ мачо).
Его прозаические фантазии, часто принимающие форму приключенческих либо детективных историй, маскируют рассуждения о серьёзных философских и научных проблемах; с самых ранних своих произведений автор блистал эрудицией и знанием многих языков.
Его творчеству присущи игра на грани правды и вымысла, нередкие мистификации: ссылки и цитаты из несуществующих произведений, вымышленные биографии и даже культуры.
Борхес, наряду с Марселем Прустом, считается одним из первых писателей XX века, обратившихся к проблематике человеческой памяти.
Борхес оказал огромное влияние на многие жанры литературы — от романа абсурда до научной фантастики; о его влиянии говорили такие признанные писатели, как Курт Воннегут, Филип Дик и Станислав Лем.

## Признание и награды

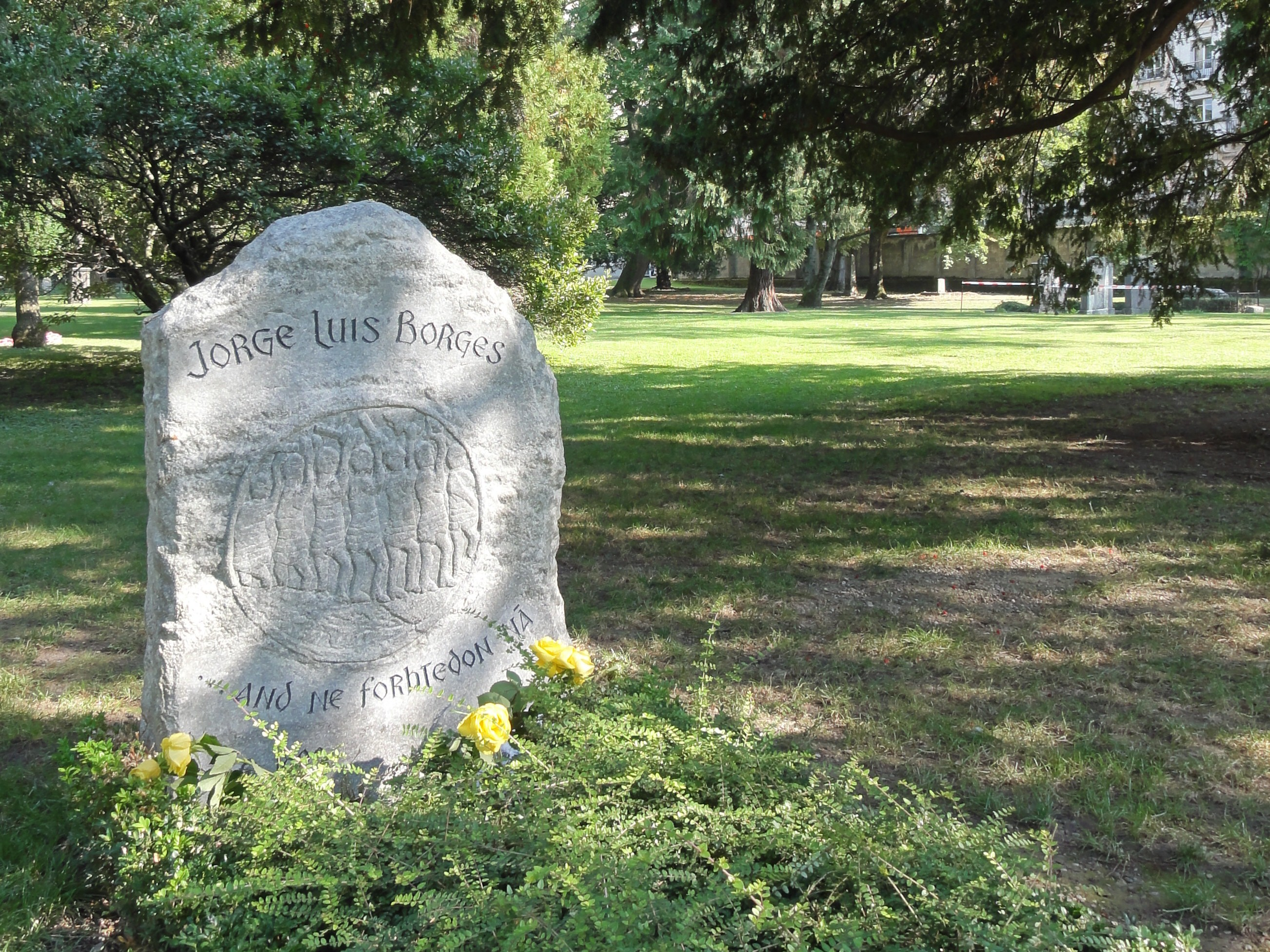
Могила Борхеса
Кладбище Королей, Женева

Борхесу был присуждён ряд национальных и международных литературных премий, в том числе:
- 1944 — Гран-при ассоциации аргентинских писателей
- 1956 — Государственная премия Аргентины по литературе
- 1961 — Международная издательская премия «Форментор» (совместно с Сэмюэлом Беккетом)
- 1962 — Премия Национального фонда искусств Аргентины
- 1966 — Мадоннина, Милан
- 1970 — Литературная премия Латинской Америки (Бразилия), выдвинут кандидатом на Нобелевскую премию
- 1971 — Литературная Иерусалимская премия
- 1973 — Премия Альфонсо Рейеса (Мексика)
- 1976 — Премия Эдгара Аллана По
- 1979 — Премия Сервантеса (совместно с Херардо Диего) — самая престижная в испаноязычных странах награда за заслуги в области литературы
- 1979 — Всемирная премия фэнтези

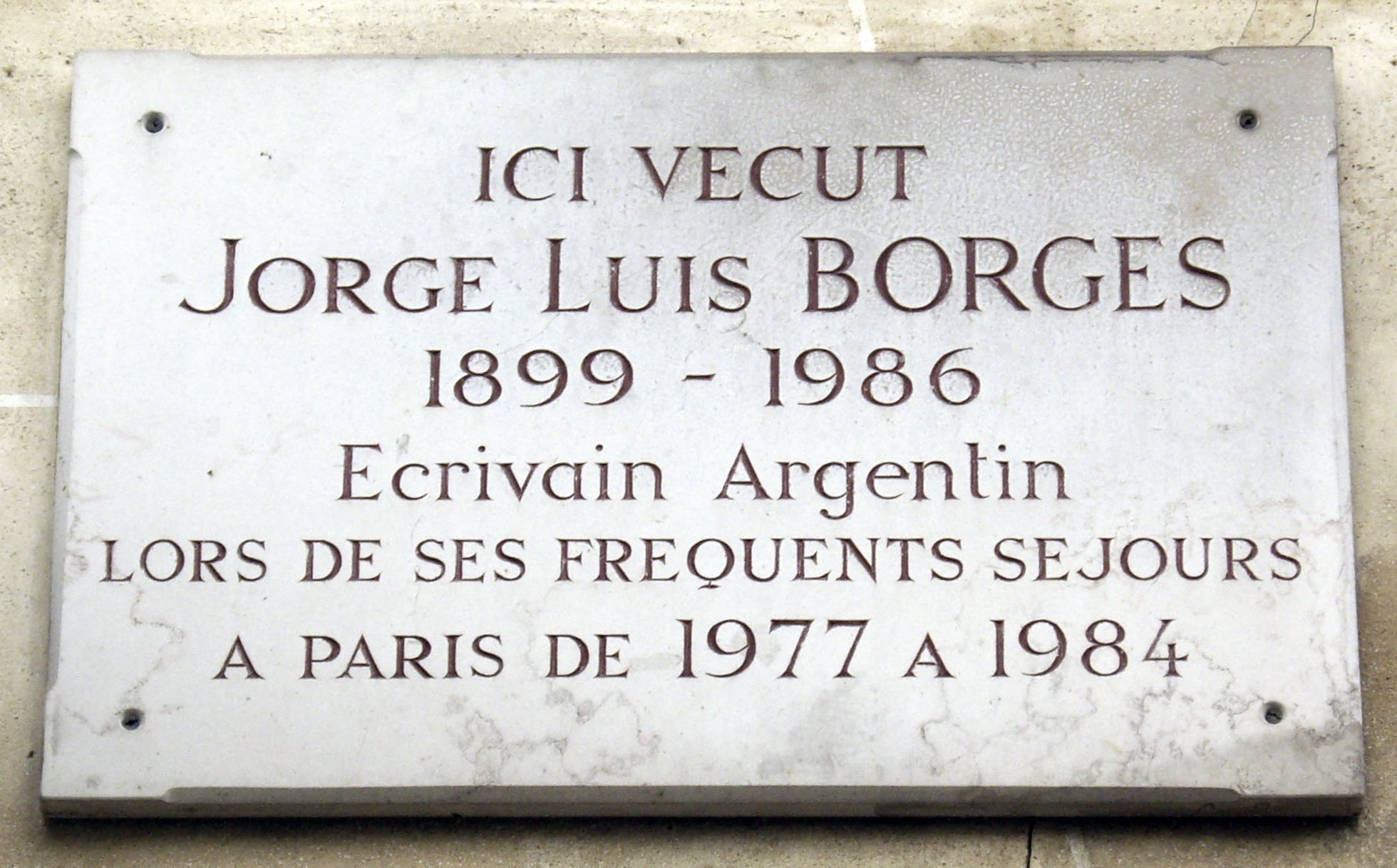
Мемориальная доска в Париже
по адресу Beaux-Arts 13, где проживал писатель в 1977—1984 гг.

- 1980 — Международная литературная премия Чино дель Дука
- 1980 — Премия Бальцана — международная премия за высшие достижения в науке и культуре
- 1981 — Премия Итальянской республики, премия «Ольин Йолицли» (Мексика)
- 1981 — Премия Балрог в области произведений в жанре фэнтези. Специальная награда
- 1985 — Премия Этрурии
- 1999 — Премия Национального круга книжных критиков

Борхес был удостоен высших орденов Италии (1961, 1968, 1984), Франции (орден Искусств и литературы, 1962, орден Почётного легиона, 1983), Перу (орден Солнца Перу, 1965), Чили (орден Бернардо О’Хиггинса, 1976), ФРГ (Большой крест Ордена «За заслуги перед ФРГ», 1979), Исландии (орден Исландского сокола, 1979), Рыцарь-Командор ордена Британской империи (KBE, 1965), Испании (орден Альфонсо X Мудрого, 1983), Португалии (Орден Сантьяго, 1984). Французская академия в 1979 году наградила его золотой медалью. Он избирался членом Американской академии искусств и наук (1968), почётным доктором ведущих университетов мира. В 1990 г. один из астероидов получил название (11510) Борхес.
Был многократно номинирован на Нобелевскую премию по литературе (1956, 1962; 1963; 1964;
1965; 1966; 1967; 1969; 1970; 1971), но так и не получил её. По мнению Петра Вайля, Нобелевский Комитет, состоящий из людей левых (по европейской терминологии) убеждений, понимали величие Борхеса как писателя, но не простили ему визита к Пиночету, где Борхес пожимал ему руку и хвалил за то, что тот сокрушил коммунистов.

## После смерти

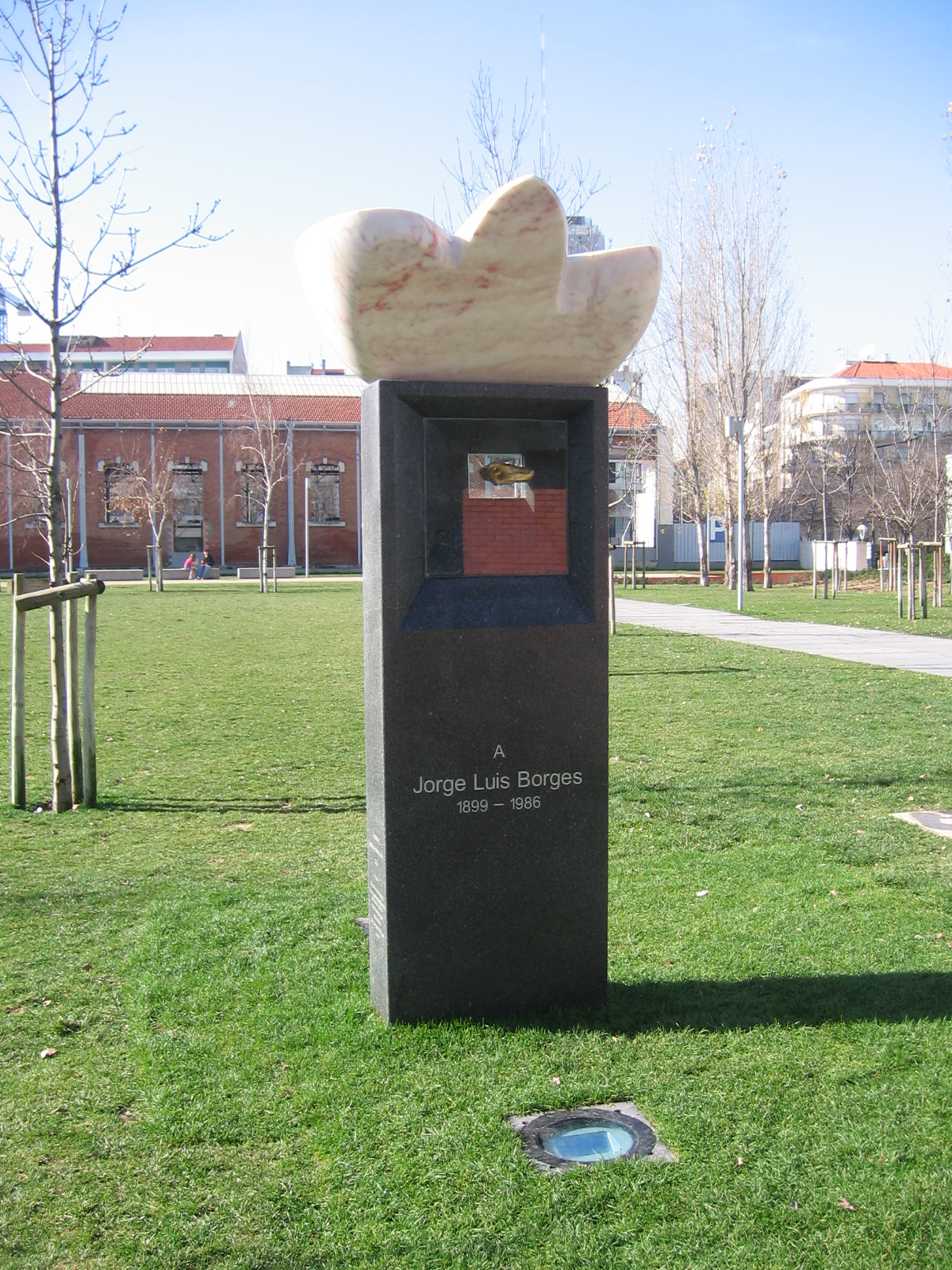
Памятник Борхесу в Лиссабоне

Борхес умер в Женеве 14 июня 1986 года и был похоронен на женевском Кладбище Королей, неподалёку от Жана Кальвина.
В 2008 году в Лиссабоне был открыт памятник Борхесу. Композиция, отлитая по эскизу земляка литератора Федерико Брука, по мнению автора, глубоко символична. Она представляет собой гранитный монолит, в котором инкрустирована бронзовая ладонь Борхеса. Как считает скульптор, который в 80-е годы сделал с руки писателя слепок, это символизирует самого творца и его «поэтический дух». На открытии монумента, установленного в одном из парков в центре города, присутствовала вдова писателя Мария Кодама, возглавляющая фонд его имени, видные деятели португальской культуры, в том числе писатель Жозе Сарамаго.
Архив Борхеса хранится в Центре Гарри Рэнсома Университета Техаса.

## Борхес и Россия
В России прозу Борхеса стали печатать лишь в начале 80-х. Одной из веских причин столь позднего признания борхесовского таланта в Советском Союзе послужили резкие высказывания писателя о советской власти. Борхес, переживший разочарование в идеалах русской революции, какой он представлял её в юности, на всю жизнь связал образ России с чувством несбывшихся надежд на всеобщее братство и мир во всём мире. «…В русской революции я видел начало мира для всех, событие, ничего общего не имеющее с советским империализмом нашего времени», — говорил Борхес в интервью для Фернандо Соррентино в 1973 году. Юношеский интерес к теме революции совпал для Борхеса с увлечением писателя произведениями Достоевского. Охладев к революции, Борхес порвал и с творчеством русских авторов, о котором затем долгие годы высказывался исключительно с пренебрежением и не всегда обоснованной критикой. Тем не менее многократно прочитанные Борхесом в юности «Бесы» и «Преступление и наказание» Достоевского оказали на него значительное влияние, следы которого можно обнаружить в таких его рассказах как «Тлён, Укбар, Orbis Tertius», «Тема предателя и героя», и др.

## Борхес и творчество других деятелей искусства

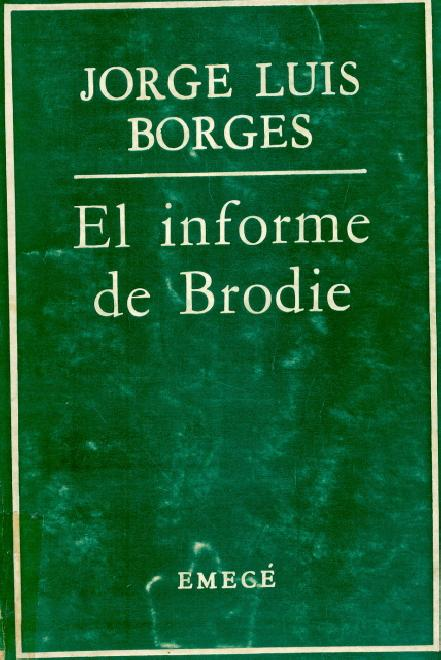
Сообщения Броуди

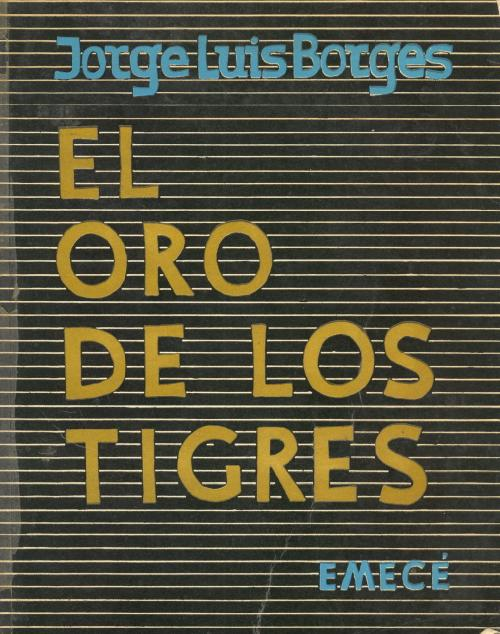
Золото тигров

В 1965 году Астор Пьяццолла сотрудничал с Хорхе Луисом Борхесом, сочиняя музыку к его стихотворениям.
По произведениям Борхеса снято более тридцати фильмов. Среди них — фильм «Вторжение» режиссёра Уго Сантьяго, снятый в 1969 году по рассказу Борхеса и Адольфо Биой Касареса. В 1970 году вышел фильм Бернардо Бертолуччи «Стратегия паука» по мотивам рассказа Борхеса «Тема предателя и героя».
В 1987 году по мотивам рассказа Х. Л. Борхеса «Евангелие от Марка» был снят фильм «Гость» (режиссёр А. Кайдановский).
Образ Борхеса, своеобразная пародия на него, угадывается в антагонисте романа «Имя розы» Умберто Эко, слепом монастырском библиотекаре Хорхе..
В фильме аргентинского кинорежиссёра Хуана Карлоса Десансо «Любовь и страх» (2001) роль Борхеса сыграл известный актёр Мигель Анхель Сола.
Чилийский писатель Володя Тейтельбойм написал биографическую книгу «Два Борхеса».
В честь писателя назван один из персонажей романа Виктора Пелевина "Любовь к Трем Цукербринам"

## Книги
- Fervor de Buenos Aires (1923) / Жар Буэнос-Айреса
- Luna de enfrente (1925) / Луна напротив
- Inquisiciones (1925) / Расследования
- El tamaño de mi esperanza (1926) / Размеры моей надежды
- El idioma de los argentinos (1928) / Язык аргентинцев
- Cuaderno San Martín (1929) / Тетрадь площади Сан-Мартин
- Evaristo Carriego (1930) / Эваристо Каррьего
- Discusión (1932) / Обсуждение
- Historia universal de la infamia (1935) / Всеобщая история бесчестья
- Historia de la eternidad (1936) / История вечности
- La biblioteca de Babel (1941) / Вавилонская библиотека
- Ficciones (1944) / Вымыслы
- Artificios (1944) / Изобретения
- El Aleph (1949) / Алеф
- Otras inquisiciones (1952) / Новые расследования
- El Hacedor (1960) / Делатель
- El otro, el mismo (1964) / Другой, тот же самый
- Para las seis cuerdas (1965) / Для шести струн
- Elogio de la sombra (1969) / Похвала тени
- El informe de Brodie (1970) / Сообщение Броуди
- El oro de los tigres (1972) / Золото тигров
- El libro de arena (1975) / Книга песка
- La rosa profunda (1975) / Сокровенная роза
- La moneda de hierro (1976) / Железная монета
- Historia de la noche (1977) / История ночи
- Siete noches (1980) / Семь вечеров
- La cifra (1981) / Тайнопись
- Nueve ensayos dantescos (1982) / Девять эссе о Данте
- La memoria de Shakespeare (1983) / Память Шекспира
- Atlas (1984) / Атлас
- Los conjurados (1985) / Заговорщики

## Тексты
- Полная библиография Хорхе Луиса Борхеса на сайте «Лаборатория Фантастики»
- Стихотворения в переводе Павла Алёшина («Луна напротив», «Страсть к Буэнос-Айресу»)